# Aliza Rosen

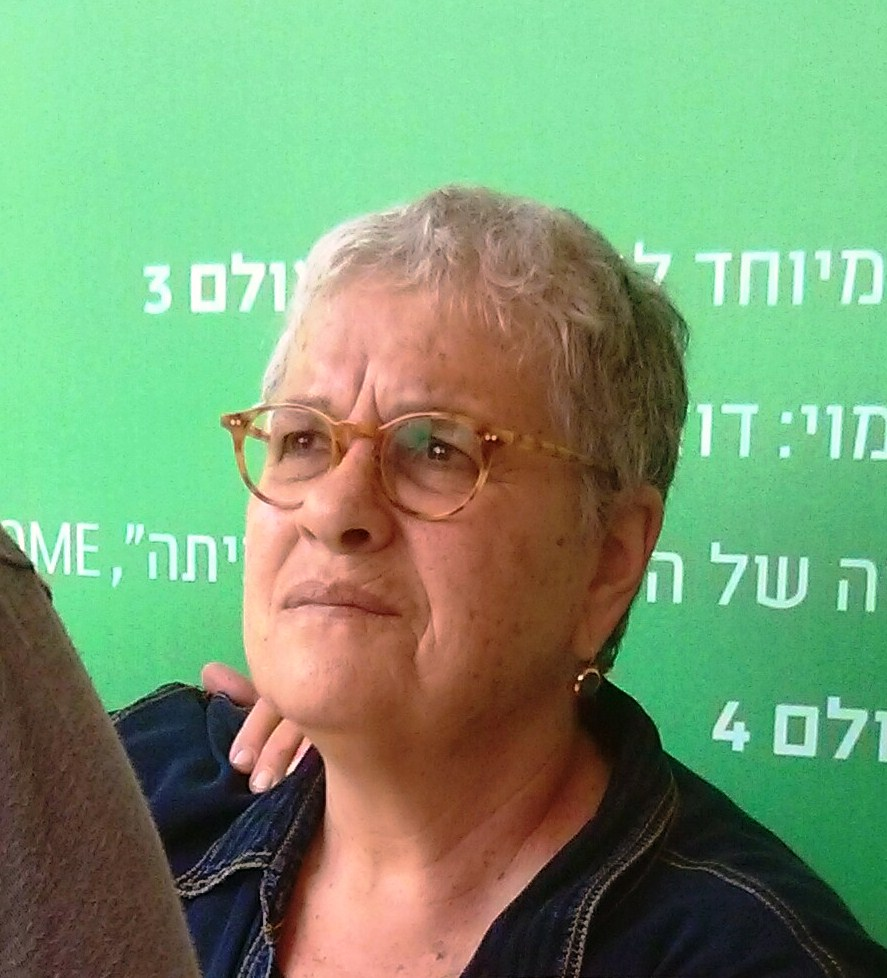
Aliza Rosen

Aliza Rosen (hebräisch עליזה רוזן; * 1939) ist eine israelische Schauspielerin.
Rosen wurde in Jerusalem geboren und diente in einer Militärkapelle der israelischen Armee. Am Cameri-Theater spielte sie unter anderem im Stück "Die Bakchen". Gleichzeitig trat sie im Laufe der Jahre im Radio auf, beispielsweise in Sendungen wie „Cat in a Bag“ an der Seite von David Grossman, und spielte in zahlreichen Hörspielen mit. Seit den 1970er Jahren tritt sie auch in Film und Fernsehen in Erscheinung, ihr diesbezügliches Schaffen umfasst mehr als zwei Dutzend Produktionen. Sie spielte die Hauptrolle in der israelischen Version der Serie All in the Family.
Sie ist Mutter eines Sohns.

## Filmografie (Auswahl)
- 1987: Himmo – König von Jerusalem (Himmo – King of Jerusalem)
- 2011: Hearat Shulayim
- 2014: Am Ende ein Fest (Mita Tova)